# Halet Çambel
Halet Çambel (née le 27 août 1916 à Berlin et morte le 12 janvier 2014 à Istanbul) est une archéologue et escrimeuse olympique turque.
Outre son travail universitaire reconnu, elle est aussi célèbre pour avoir été la première femme de confession musulmane à participer aux Jeux olympiques, en 1936.

## Biographie
Çambel nait à Berlin le 27 août 1916. Son père est Hasan Cemil Bey (Çambel), attaché militaire et proche collaborateur de Mustafa Kemal Atatürk ; sa mère est Remziye Hanım, fille d'Ibrahim Hakki Pacha, ancien Grand vizir (Premier ministre du sultan ottoman) et ambassadeur auprès de l'Empire allemand.
Elle fait ses études secondaires à la Haute École américaine Arnavutköy pour les Filles (aujourd'hui le Robert College). Pendant ses années de lycée, elle apprécie particulièrement l'histoire de l'art, et visite avec son professeur les sites historiques d'Istanbul. C'est à cette époque qu'elle a commence à faire de l'escrime dans la discipline du fleuret. Entre 1933 et 1939, elle fait ses études d'archéologie à l'Université de la Sorbonne à Paris. Çambel devient par la suite assistante scientifique à l'Université d'Istanbul, en 1940. En 1944, elle devient docteur, et  à partir de 1947 maître de conférences. Elle est professeure invitée pendant deux ans à l'Université de la Sarre en Allemagne. En 1960, elle est nommée professeur des universités, et fonde l'Institut de Préhistoire. Elle devient professeur émérite en 1984.
De retour à Istanbul après les Jeux olympiques d'été de 1936, où elle a représenté son pays, elle entretient une liaison avec Nail Çakırhan (en), architecte renommé, à l'époque communiste, poète et journaliste. Ils resteront mariés durant soixante-dix ans jusqu'à la mort de Nail Çakırhan.

## Carrière sportive
Elle participe aux épreuves de fleuret individuel aux jeux Olympiques d'Été de 1936. Çambel est la première femme musulmane à participer aux Jeux olympiques,.
Elle est à cette occasion invitée à rencontrer Adolf Hitler, mais refuse pour des motifs politiques,.

## Carrière universitaire
Après la Seconde Guerre mondiale, Çambel étudie avec l'archéologue allemand Helmuth Theodor Bossert (en) (1889-1961), professeur d'archéologie à l'université d'Istanbul. En 1947, Bossert et elle fouillent Karatepe, la ville fortifiée hittite du roi Azatiwada datant du XIIe siècle av. J.-C., située dans les Monts Taurus dans le sud de la Turquie. Elle joue un rôle clé dans le déchiffrement des hiéroglyphes hittites après la découverte de la stèle Karatepe, aidée par ses compétences en phénicien.
Karatepe sera le travail de sa vie: pendant plus de cinq décennies, elle passé six mois chaque année sur le site. C'est là qu'elle a aidé à développer une meilleure compréhension des hiéroglyphes hittites.
Çambel est aussi active dans la préservation du patrimoine culturel turc. Dans les années 1950, elle s'oppose à la tentative du gouvernement de déplacer les artefacts de Karatepe dans un musée. Le gouvernement accepte et, en 1960, crée le musée en plein air de Karatepe-Aslantaş. Son mari, Nail Çakırhan, fait les plans de certains bâtiments. Elle combat également le projet de barrage sur le fleuve Ceyhan, qui aurait entrainé l'inondation de nombreux sites archéologiques. Le projet a été finalement revu pour que les sites ne soient pas touchés.
En 2004, Çambel reçoit le prix du Prince Claus, haute distinction des Pays-Bas pour la réalisation de fouilles de sites patrimoniaux en péril, la restaurations de patrimoine lithique, la conservation du patrimoine culturel en Turquie, la fondation d'une chaire d'archéologie préhistorique à l'université d'Istanbul, et pour son rôle dans l'élargissement des possibilités d'interaction entre le peuple et son patrimoine culturel.
Çambel meurt à de 97 ans à Istanbul, le 12 janvier 2014. Après une cérémonie tenue à l'université d'Istanbul, son corps est inhumé à côté de la tombe de son mari à Akyaka.